# Savanté Stringfellow
Savanté Stringfellow (Jackson, 6 novembre 1978) è un ex lunghista statunitense.

## Palmarès

### Mondiali
- 1 medaglia:
  - 1 argento (Edmonton 2001 nel salto in lungo)

### Mondiali indoor
- 1 medaglia:
  - 1 oro (Budapest 2004 nel salto in lungo)